# Gare de Meudon-Val-Fleury
Ne doit pas être confondu avec Gare de Meudon ou Gare du Bas-Meudon.
La gare de Meudon-Val-Fleury est une gare ferroviaire française située sur le territoire de la commune française de Meudon, dans le département des Hauts-de-Seine et la région Île-de-France. C'est une gare de la Société nationale des chemins de fer français (SNCF) desservie par les trains des branches Versailles-Château et Saint-Quentin-en-Yvelines de la ligne C du RER.

## Situation ferroviaire
La gare de Meudon-Val-Fleury est établie à 77 m d'altitude et se situe au point kilométrique (PK) 8,865 de la ligne des Invalides à Versailles-Rive-Gauche, entre les gares de Chaville - Vélizy et d'Issy.

## Histoire

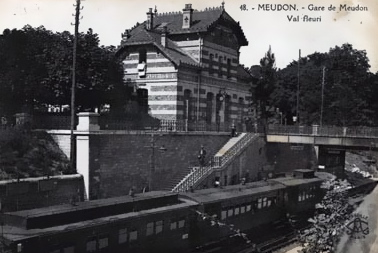
Gare de Meudon Val Fleury début XXe siècle.

En 1898, il est décidé de construire une voie de chemin de fer entre Issy-les-Moulineaux et Viroflay. Cette nouvelle ligne et les tronçons déjà existants permettront de relier la gare des Invalides à celle de Versailles-Rive-Gauche pour l'exposition universelle de 1900.
Entre Issy-les-Moulineaux et Meudon, après avoir tenté d'installer les voies en remblai, on choisit de construire la ligne sur une série d'arcades afin d'éviter les mouvements de terrain. Un tunnel de 3,350 km est creusé entre Meudon-Val-Fleury et Chaville, sous le parc de Chalais et la forêt. Pour des raisons de sécurité liées au passage des convois en souterrain, on décide de privilégier la traction électrique sur l'ensemble de la ligne.
Une gare est construite à Val-Fleury en 1901 dans un style éclectique analogue à celui de la gare de Chaville - Vélizy. L'effondrement partiel du tunnel du côté de Chaville retarde les travaux.
Le 31 mai 1902, la ligne des Invalides à Versailles-Rive-Gauche, dite ligne des Invalides, est mise en exploitation.
Le bâtiment voyageurs de 1901 est un élément (entre autres) du patrimoine architectural ferroviaire du XXe siècle, recensé en tant que tel.

## Fréquentation
En 2022, selon les estimations de la SNCF, la fréquentation annuelle de la gare est de 2 389 874 voyageurs. Ce nombre s'élève à 1 323 040 en 2021, à 1 222 423 en 2020, à 2 893 671 en 2019, à 2 940 191 en 2018, à 2 996 579 en 2017, à 2 998 119 en 2016 et à 2 982 684 en 2015.

## Service des voyageurs

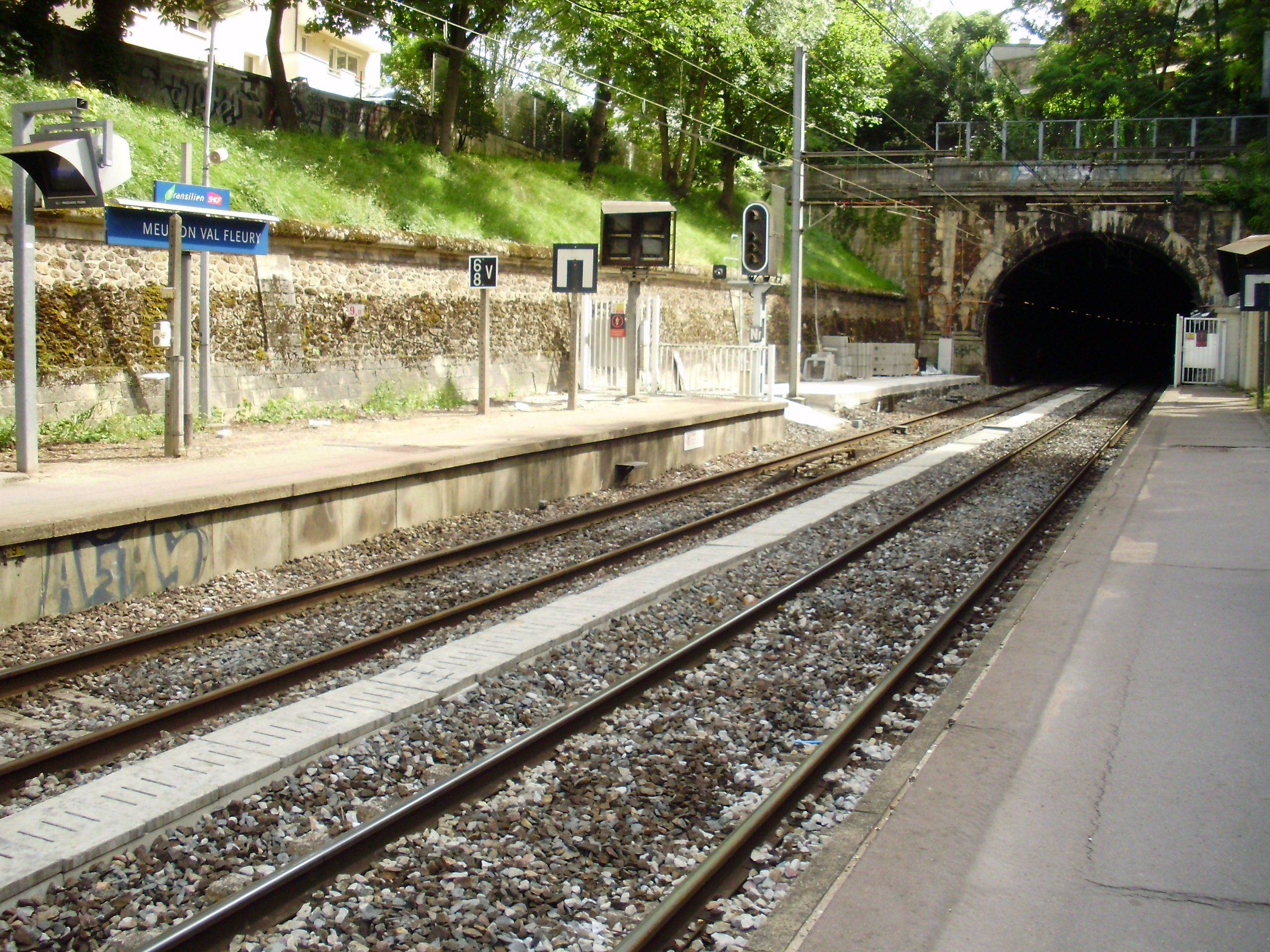
Quais près du tunnel de Meudon en direction de Versailles.

La gare est desservie par les trains de la ligne C du RER parcourant les branches Versailles-Château et Saint-Quentin-en-Yvelines. Après un arrêt à cette gare, les trains venant de Paris s'enfoncent sous la forêt de Meudon par le tunnel de Meudon avant d'atteindre la gare de Chaville - Vélizy.
En heure de pointe du matin, la gare est desservie par un train toutes les 7 minutes en moyenne vers Paris et Versailles.